# Chariea lepesmei
Chariea lepesmei är en skalbaggsart som beskrevs av Friedrich F. Tippmann 1956. Chariea lepesmei ingår i släktet Chariea och familjen långhorningar. Inga underarter finns listade i Catalogue of Life.